# Sette meraviglie di Córdoba
Le Sette Meraviglie di Córdoba fu un concorso realizzato nella provincia di Córdoba, in Argentina, organizzato dal quotidiano La Voz del Interior in collaborazione con l'Agenzia del Turismo della città. L'elezione ebbe luogo tra maggio e settembre del 2008. Furono distinte due graduatorie: le meraviglie naturali e le meraviglie costruite dall'uomo (artificiali) nella città di Córdoba e provincia.

## Sette meraviglie naturali
I luoghi prescelti furono resi noti il 27 settembre 2008.
| Nome della meraviglia                           | Luogo (Dipartimento)                                 | Altri aspetti                                                                                            | Immagine |
| ----------------------------------------------- | ---------------------------------------------------- | --- | -------- |
| Laguna di Mar Chiquita e paludi del Río Dulce   | San Justo                                            | Nota anche come Mar de Ansenuza e una piccola parte la condivide con Santiago del Estero.                |          |
| Cerro Champaquí                                 | Calamuchita San Javier                               | Con i suoi 2790 metri è la vetta più alta della provincia e si trova nella catena delle Sierras Grandes. |          |
| Parco nazionale di Quebrada del Condorito       | Riserva idrica provinciale Pampa de Achala (Punilla) | Appartiene alla categoria delle Aree naturali protette in Argentina                                      |          |
| Riserva naturale e culturale del Cerro Colorado | Tulumba Río Seco Sobremonte                          | Nota anche per ospitare la casa storica di Atahualpa Yupanqui.                                           |          |
| Cave di Ongamira                                | Ischilín                                             | Abitata anticamente dai Comechingones                                                                    |          |
| Cerro Uritorco                                  | Punilla                                              | Terza cima più alta della provincia (1679 m s.l.m. e la più alta della catena delle Sierras Chicas.      |          |
| Grotta de los Pajaritos                         | Punilla                                              | Si trova vicino alla località di Tanti                                                                   |          |

## Sette meraviglie artificiali
I luoghi prescelti furono resi noti a fine maggio del 2008.
| Nome                        | Luogo (Dipartimento) | Altri aspetti | Immagine |
| --------------------------- | -------------------- | --- | -------- |
| Chiesa dei Cappuccini       | Capital              | Il suo nome ufficiale è "chiesa del Sacro Cuore". |          |
| La Cañada                   | Capital              | Emblematico sviluppo della città. |          |
| Camino de las Altas Cumbres | San Alberto Punilla  | Si può avere una grande vista delle valli di Punilla e di Traslasierra.                                                                                   |          |
| Cattedrale                  | Capital              | Chiamata ufficialmente Cattedrale di Nostra Signora Assunta.                                                                                              |          |
| Manzana Jesuítica           | Capital              | Dichiarato Patrimonio dell'umanità dall'UNESCO |          |
| Palazzo Ferreyra            | Capital              | Uno dei luoghi più emblematici della città. |          |
| Gallerie di Taninga         | Pocho                | Cinque gallerie costruite nel 1930 su un tratto della vecchia Strada Nazionale n. 20, parallela alla profonda Gola della Mermela, tra Taninga e Chancaní. |          |

## Candidate

### Naturali
- Cerro Negro.
- Cerro Áspero.
- Salinas Grandes.
- Monte de las Barrancas.

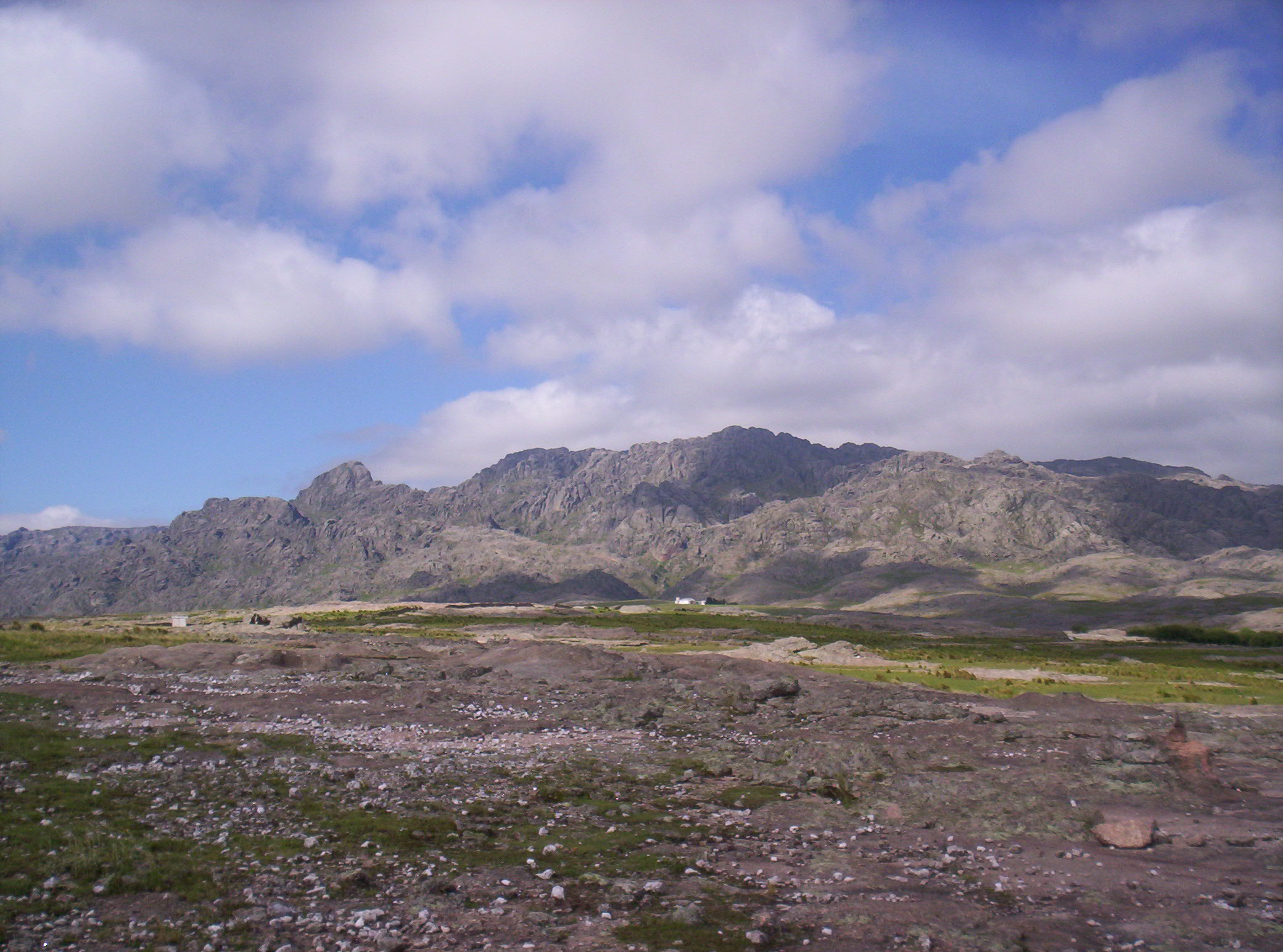
Los Gigantes

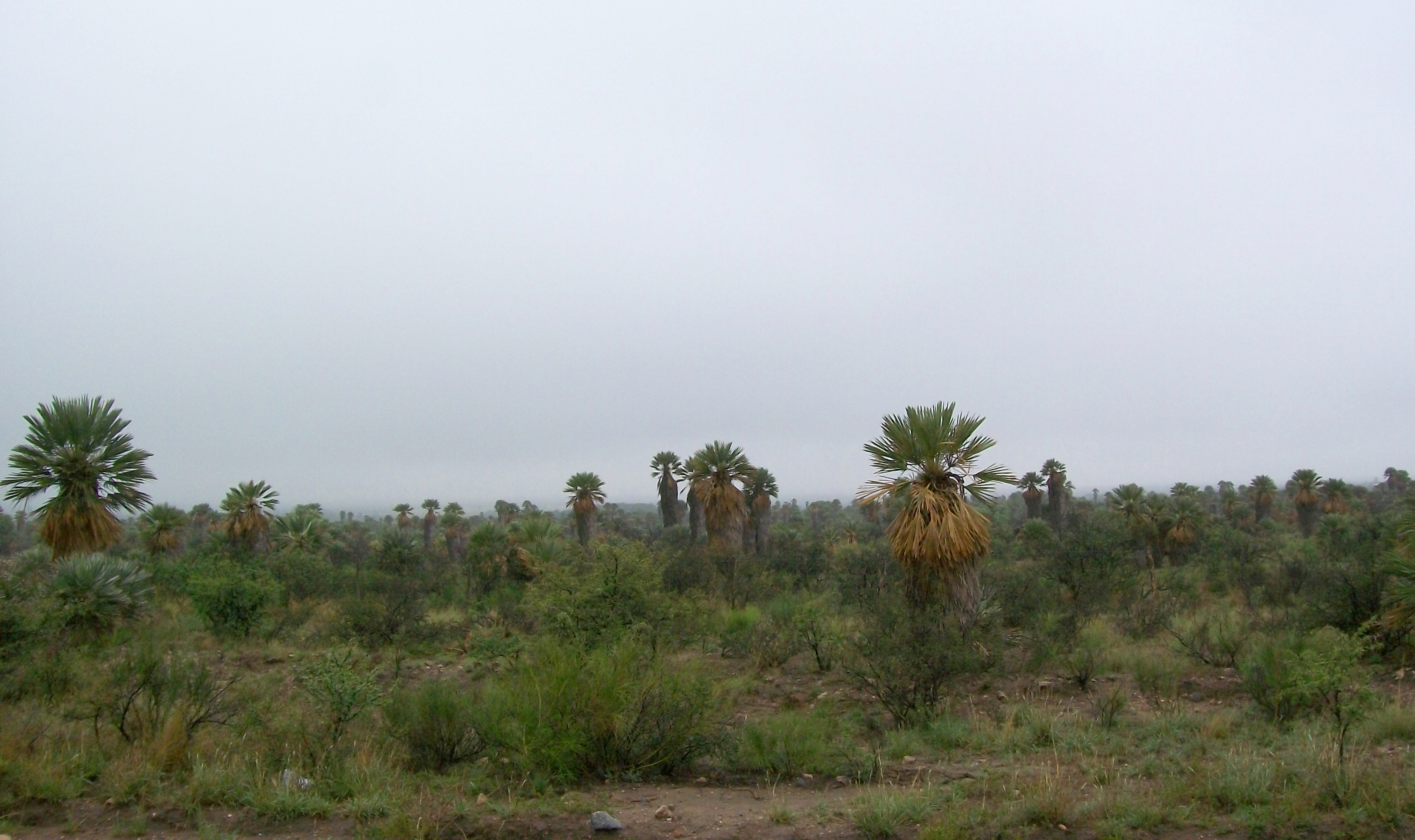
Boschi di palme caranday

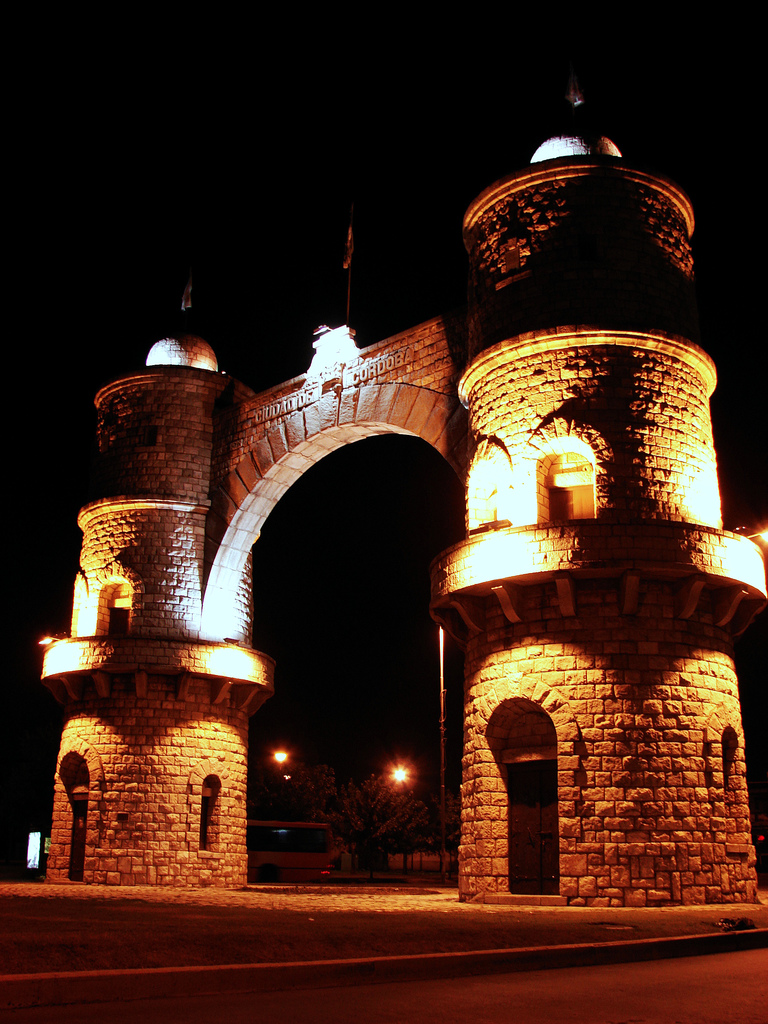
Arco di Córdoba

- Bosco di Palme Caranday (Autoctone della provincia).
- Capilla del Monte.
- Gola del Río Pinto.
- Pianura di Olaen e cascata di Olaen.
- Fiume Yuspe.
- Gola di Bamba.
- Los Gigantes.
- Gola della Mermela e il Singuriente.
- Vulcani di Pocho.
- Le casse in Mina Clavero.
- Carrubo bianco di Altautina (vecchio esemplare di 400 anni).
- Gola della Palmita.
- Gola dello Yatán.
- Fiume Sotterraneo della Cumbrecita.
- Confluenza dei fiumi Talita e Las Moras de Alpa Corral.
- Campo di crateri di Rio Cuarto.
- Laguna La Felipa.
- Parco Francisco Tau (Bell Ville).
- Corredor biogeográfico del Caldén.[3]

### Artificiali
- Arco di Córdoba.
- Banco di Córdoba.
- Cappella di Candonga.
- Casco Central del Ischilín.

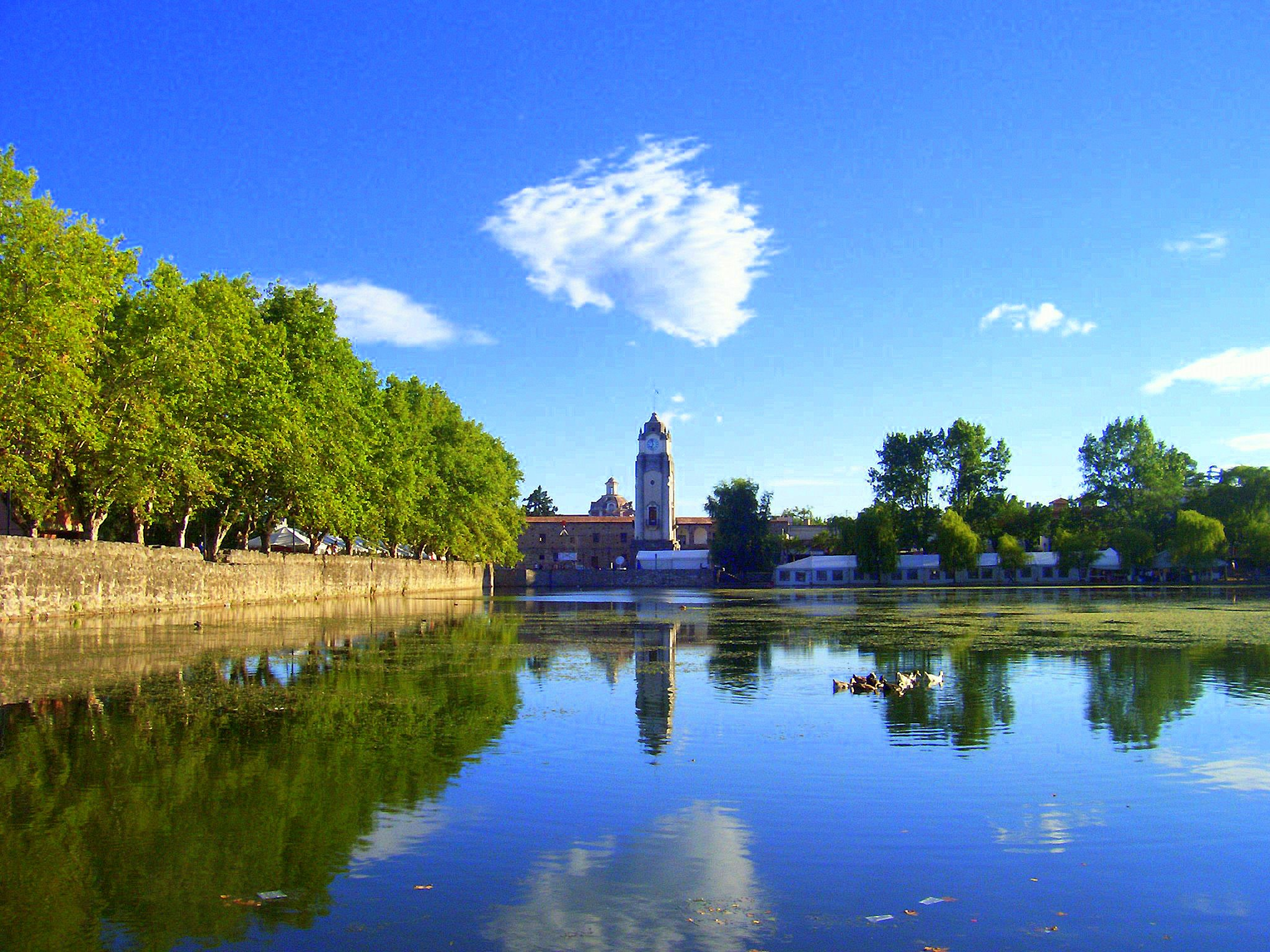
Alta Gracia

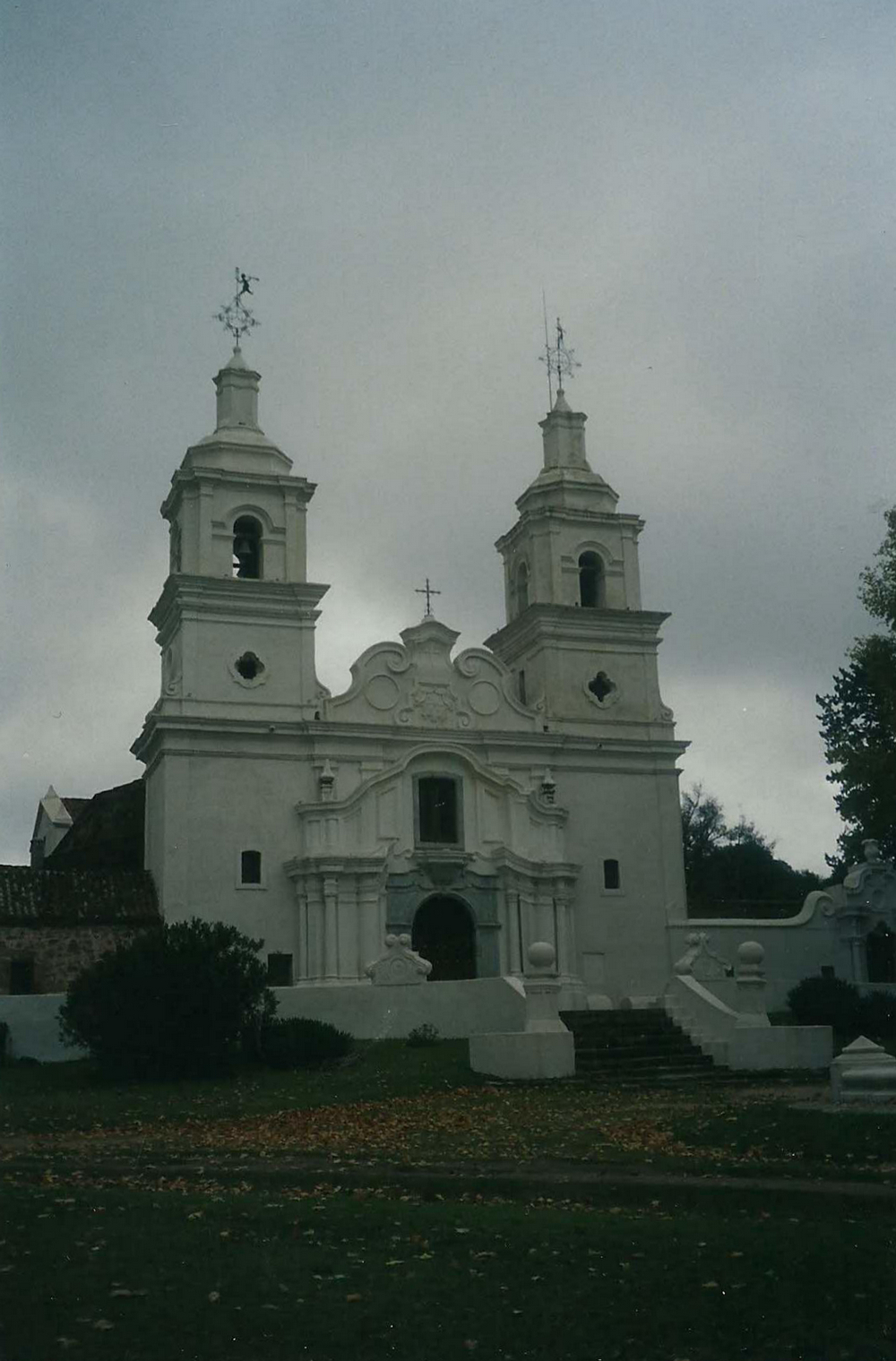
La chiesa barocca dellEstancia gesuita di Santa Caterina

- Complesso idroelettrico del Río Grande
- Cine Victoria (Oncativo).
- Collegio La Salle.
- Sbarramento di Cruz del Eje.
- Lago artificiale San Roque.
- Museo Nazionale dell'Estancia gesuita di Alta Gracia.
- Estancia gesuita di Santa Caterina.
- Estancia La Paz.
- Hotel Eden.
- La Cumbrecita.
- Monumento a Myriam Stefford.
- Estancia San Ambrogio de Río Cuarto.
- Palace Hotel di Villa María.
- Palazzo Tampieri di San Francisco.
- Piazza Colón(Córdoba).
- Ponte stradale di Río Cuarto.
- Teatro del Libertador generale San Martín.
- Tribunali I.[4]